# 1951
Cette page concerne l'année 1951 (MCMLI en chiffres romains) du calendrier grégorien.
L'année 1951 est une année commune qui commence un lundi.

## En bref
- 15 mars : nationalisation de l’industrie pétrolière en Iran ; début de la crise d’Abadan.
- 5 avril : condamnation des époux Rosenberg.
- 16 juillet : abdication du roi des Belges Léopold III.
- 1er septembre : création de l’ANZUS.
- 8 septembre : traité de San Francisco.
- Poursuite de la guerre d’Indochine et de la guerre de Corée.

## Événements

### Afrique
- 26 janvier, Maroc : crise entre le sultan Mohammed V ben Youssef et le général Juin, Résident général au Maroc, qui somme le sultan de se désolidariser du parti de l’Istiqlal et de se séparer de ses conseillers nationalistes. Devant la menace d’une déposition Mohammed V cède le 25 février[1].
- 8 février :
  - accords franco-tunisiens. Décrets amorçant la fin de l’administration directe par la France en Tunisie[2].
  - le parti populaire du congrès (Convention People’s Party) triomphe aux élections à Accra. Il réclame pour la Gold Coast le statut de dominion au sein du Commonwealth[3]. Son leader, Kwame Nkrumah, est libéré le 12 février et devient chef des Affaires gouvernementales à l’assemblée le 23 février[4].
- 20 avril : incident de Porto-Novo, au Dahomey. Une fusillade policière fait 3 morts et de nombreux blessés[5].
- 17 mai : un mémorandum est adressé au Colonial Secretary par la Kenya African Union (en)[6]. Il réclame une plus juste représentation des Africains dans les Conseils du gouvernement et les assemblées locales, l’égalité raciale et l’accès à l’éducation[7],[8].
- 23 mai : réforme électorale élargissant le droit de vote dans les colonies françaises[9].
- 11 juin : révision constitutionnelle au Portugal ; l’Empire colonial portugais (Angola, Mozambique, Guinée-Bissau) devient « provinces portugaises d’outre-mer », disposition qui permet l’entrée du Portugal à l’ONU en 1955[10].
- 29 juin : Macpherson constitution au Nigeria, qui met en place un système fédéral très décentralisé[11].
- 4 - 8 juillet : premier Congrès panafricain d’étudiants organisé par Cheikh Anta Diop dans le cadre de l’AERDA (Association des étudiants du Rassemblement démocratique africain)[12].
- 17 juillet : Bantu Authorities Act[13]. Le docteur Verwoerd, ministre des affaires tribales d’Afrique du Sud, imagine la formation de bantoustans sur le territoire sud-africain où sont regroupés les Noirs des différentes ethnies. Destinés à devenir « indépendants », ils doivent accorder leur citoyenneté aux membres de leur groupe ethnique et à ceux, qui établit en zone blanche, leur sont rattachés.
- 28 août : le général Guillaume remplace le général Juin comme Résident général au Maroc[14].
- 19 novembre : nouvelle constitution en Sierra Leone, qui marque une étape vers l’autonomie gouvernementale[15].
- 15 décembre : note du ministre français des Affaires Étrangères Maurice Schumann au gouvernement tunisien, à la suite de l’examen par le Conseil des Ministres du Gouvernement français du mémoire sur les modalités de réalisation de l’autonomie interne, remis le 31 octobre par une délégation ministérielle tunisienne. La France refuse les revendications tunisiennes et affirme le caractère définitif des liens unissant les deux pays[2].
- 21-23 décembre : grève générale en Tunisie à l’appel de l’UGTT et de l’USTT[16].
- 24 décembre : indépendance du Royaume de Libye[17].
- Création au Portugal du Centro dos Estudos Africanos[18].

### Amérique

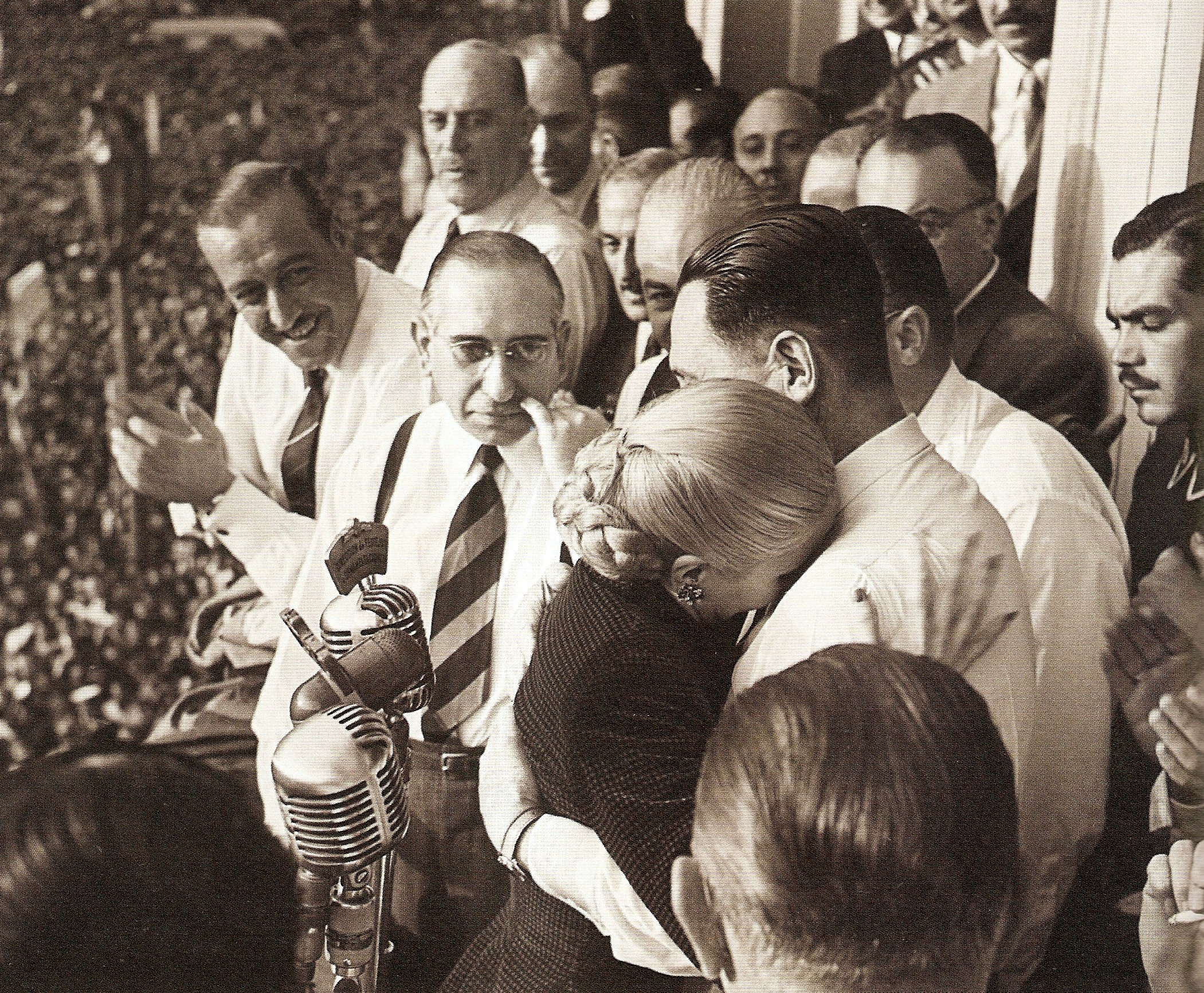
Campagne électorale en Argentine. Lors du Cabildo ouvert du 22 août 1951, la foule demande à Eva Perón d'être candidate à la vice-présidence. Elle refuse le 31 août.

- 15 mars : Jacobo Arbenz Guzmán devient président du Guatemala (fin en 1954). Arbenz se propose de transformer le Guatemala en un pays moderne et capitaliste, mais de façon indépendante et avec l’appui des masses populaires. Il mène des réformes agraires qui redistribuent des terres, lésant les intérêts des grands groupes, en particulier la United Fruit Company[20].
- 5 avril : condamnation des époux Rosenberg[21].
- 16 mai : les militaires refusent de reconnaître la victoire électorale du Mouvement nationaliste révolutionnaire de Víctor Paz Estenssoro en Bolivie et le remplace par le général Hugo Ballivián[22].
- 16 juin : les cinq pays d’Amérique centrale forment, à l’invitation de la CEPAL, un Comité de coopération économique de l’Isthme Centre-Américain (CCEICA)[23].
- 14 octobre : les cinq pays d’Amérique centrale signent la Charte de San Salvador donnant naissance à l’Organisation d’États centraméricains (ODECA, en vigueur le 14 décembre)[24].
- 11 novembre : réélection de Juan Perón en Argentine[25]. Sa politique se fait moins populiste et nationaliste, la situation économique ne permettant plus ses largesses redistributives.

### Asie et Pacifique
- 13 - 17 janvier, Indochine : bataille de Vĩnh Yên[26]. Offensive française victorieuse sous le commandement du général Jean de Lattre de Tassigny.
- Février : l’armée gouvernementale birmane bouscule l’Armée populaire dont les divisions s’éparpillent[27].
- 23 - 28 mars : victoire française sur le Việt Minh à la bataille de Mao Khê[28].
- 28 avril : élections fédérales australiennes. Robert Menzies garde le pouvoir[29].
- 18 mai : l’ONU vote un embargo sur les produits stratégiques à destination de la Chine[30].
- 28 mai - 4 juin : bataille du Day. Début de l’enlisement de la France dans la guerre d’Indochine[31].
- Mai - juillet : échecs complets des tentatives du Kuomintang, soutenues par les États-Unis, pour envahir la Chine à partir de la Birmanie[27].
- 23 mai : des représentants du gouvernement tibétain signent un traité en 17 points avec la Chine[32].
- 18 juin : premier amendement à la constitution de l’Inde. Il prend acte de la suppression du système d’exploitation agricole zamindari[33] (le zamindar collectait l’impôt pour le compte du gouvernement et jouissait en contrepartie de pouvoirs importants).
- 1er septembre : création de l’ANZUS, traité de sécurité militaire conclu entre l’Australie, les États-Unis et la Nouvelle-Zélande[31].

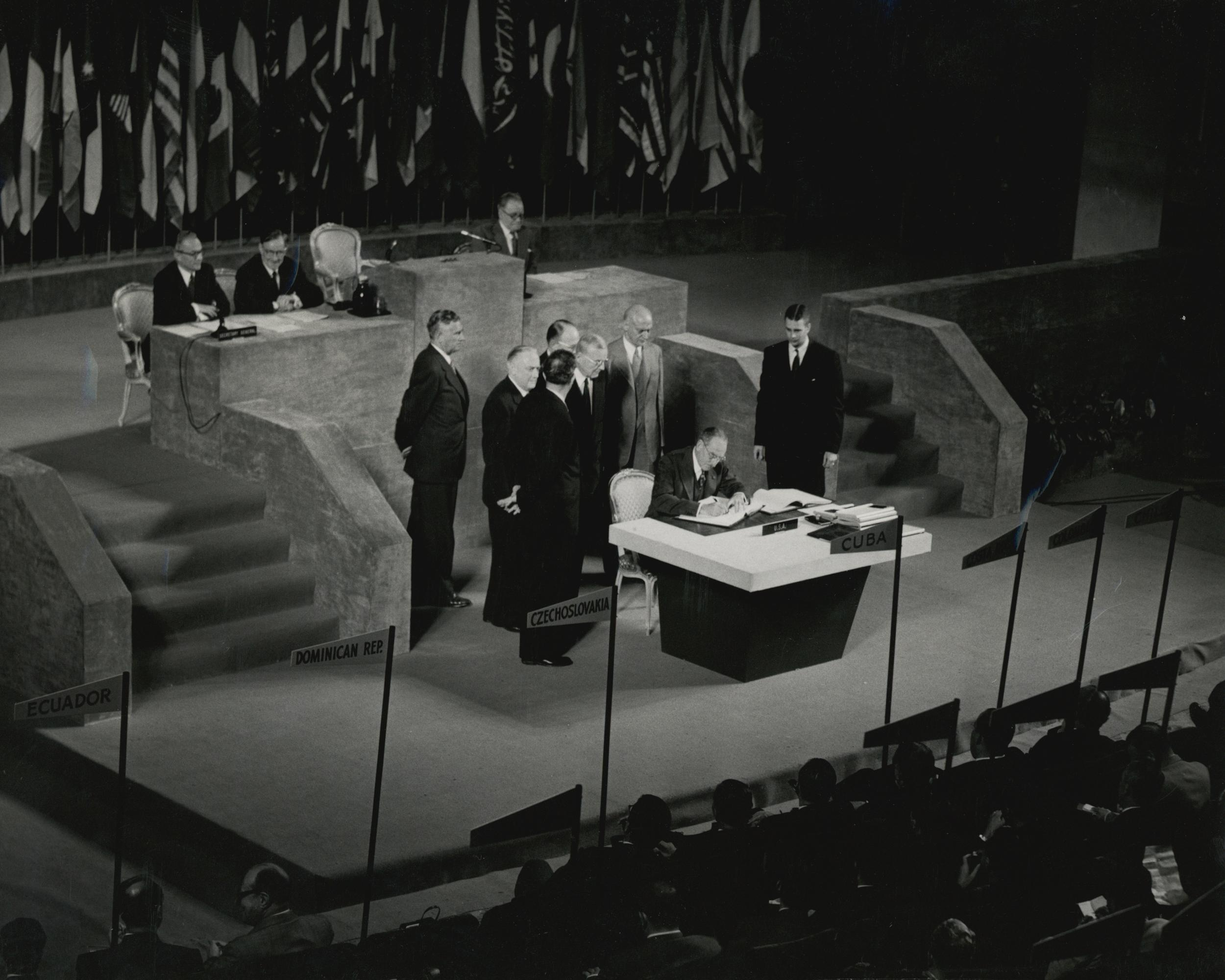
8 septembre : traité de San Francisco.

- 8 septembre : signature du traité de San Francisco (traité de paix de 48 pays occidentaux avec le Japon ; l’URSS et ses satellites, la Chine, la Birmanie et l’Inde ne le signent pas). L’annexion des Kouriles par l’Union soviétique est confirmée. Pacte de sécurité : le Japon reste un élément de la défense nord-américaine. Fin de l’occupation nord-américaine. Entrée en vigueur le 28 avril 1952[34].
- 9 septembre : nouvelle victoire du parti démocrate aux élections législatives cambodgiennes[35].
- 22 septembre : référendum sur l’interdiction du Parti communiste d’Australie[36]. La mesure est rejetée de peu.
- 3-10 octobre : les forces françaises du général Salan repoussent une attaque du Việt Minh à la bataille de Nghia Lo, grâce à l’envoi de troupes aéroportées sur les arrières des assaillants[37].
- 16 octobre : le Premier ministre du Pakistan Liaquat Ali Khan est assassiné par un fanatique afghan. Khawaja Nazimuddin lui succède[38].
- 21 octobre, Inde : Syama Prasad Mukherjee crée le parti de droite Jana Sangh, opposé à la politique d’occidentalisation (futur Bharatiya Janata Party). Il prend la relève du Hindu Mahasabha[39],[40].

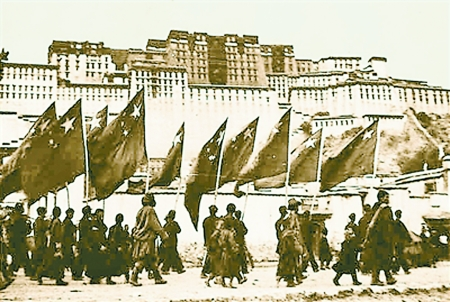
26 octobre : l’Armée populaire de libération défile à Lhassa.

- 26 octobre : les forces militaires chinoises entrent pacifiquement à Lhassa[32]. Après avoir envahi les provinces tibétaines du Kham et de l’Amdo en 1950, la Chine occupe la province de l’Ü-Tsang, qui deviendra en 1965 la Région autonome du Tibet.
- 30 octobre : retour triomphal du leader indépendantiste Son Ngoc Thanh au Cambodge[41].
- 14 novembre : prise de Hoa Binh par les troupes françaises au Viêt Nam[31] (évacuée le 22 février 1952).
- 16 novembre, Népal : les Rânâ sont évincés et une monarchie constitutionnelle est instaurée. Matrika Prasad Koirala forme le gouvernement[42].
- 26 novembre : création d’un conseil législatif national en Papouasie-Nouvelle-Guinée[43].
- 29 novembre : coup d’État en Thaïlande. Un groupe d’officiers de l’armée s’empare du pouvoir sans effusion de sang et restaure la Constitution de 1932, en lui apportant quelques modifications. Phibun Songkram est nommé Premier ministre[44]. Parallèlement, se forme en Chine, un mouvement thaïlandais libre (Free Thaï Movement), soutenu par les communistes chinois et officiellement mené par Pridi Phanomyong[45].

#### Corée
- 4 janvier : Séoul est abandonnée par les forces de l’ONU[46]. Mi-janvier, les troupes chinoises sont sur la ligne Pyeongtaek-Samcheok, qui marque leur avancée maximale en Corée du Sud[47].
- 25 janvier-11 février : opération Thunderbolt. Début de la contre-offensive de l’ONU contre les Chinois en Corée (VIIIe armée américaine)[48]. Une série de victoires des Nations unies—Twin-Tunnels (30 janvier-2 février[49]), Jipyeong-ri (13-16 février[50]), Wonju— marque un tournant dans la guerre.
- 11-18 février : quatrième offensive communiste[48].
- 20 février : le général Ridgway lance l’opération Killer. La rive sud du fleuve Han est atteinte à la fin du mois[51].
- 21 février : l’Assemblée générale des Nations unies affirme son objectif de faire cesser les hostilités par des moyens pacifiques[46].
- 7 mars : l’opération Ripper perce le front, entre Hongchon et Chunchon[52].
- 14 mars : reprise de Séoul par la VIIIe armée[53].
- 22 mars : opération Courageous. Le général Ridgway stabilise la ligne de Front de l’ONU sur le 38e parallèle.

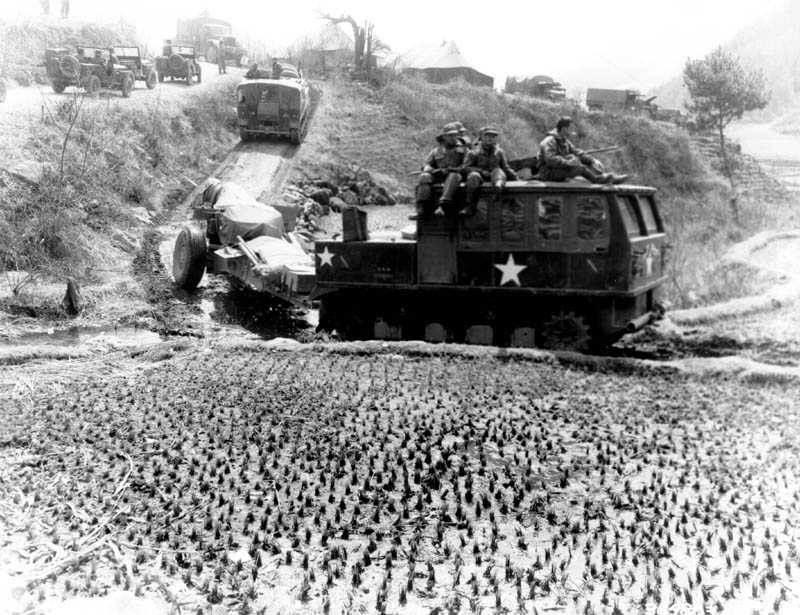
Contre-offensive de l'ONU. Avance vers le, 8 avril.

- 11 avril : limogeage de MacArthur, partisan de mener la guerre contre la Chine, remplacé par Ridgway en Corée[53].
- 15 avril : Ridgway est remplacé à la tête de la VIIIe armée américaine par le général James Van Fleet[46].
- 22 avril-20 mai : quatrième offensive communiste[48]. Les forces de la République populaire de Chine attaquent les positions de l’ONU sur la rivière Imjin. La ligne de front se stabilise.
- 16 mai-22 mai : bataille de la rivière Soyang, également appelée massacre de Mai[46].
- 10 juillet : début des négociations pour un armistice à Kaesong, à la suite de la proposition de l'ambassadeur soviétique auprès des Nations unies Iakov Malik du 26 juin. Les communistes les suspendent le 23 août en prétextant une violation de la zone neutre autour de Kaesong[48].
- 13 septembre : bataille de Crèvecœur[46].
- 28-30 septembre : bataille du fleuve Han[54].
- 3-18 octobre : opération Commando[48].
- 25 octobre : les pourparlers pour une trêve se poursuivent sur le site neutre de Panmunjom, dans le no-man’s-land entre les armées. Le 27 novembre, les deux parties s’entendent sur la ligne de cessez-le-feu[48].

### Proche-Orient
- 7 mars : assassinat du Premier ministre iranien Haj Ali Razmara[55].
- 15 mars : nationalisation des pétroles iraniens ; début d’une grave crise avec le Royaume-Uni[56].
- 27 avril : démission du Premier ministre iranien Hossein Ala’, partisan d’un compromis avec les Britanniques sur le statut de l’Anglo-Iranian Oil Company[55]. Mohammad Mossadegh, partisan des nationalisations, lui succède le 29 avril[56].
- 30 avril : le Parlement iranien approuve à l’unanimité la nationalisation immédiate de l’industrie pétrolière iranienne (lois du 15 mars et du 30 avril promulguées les 1er et 2 mai)[57]. En réaction, l’AIOC (Anglo-Iranian Oil Company) annonce le 8 mai qu’elle recourt à l’arbitrage prévu par la convention de 1933 mais L’Iran refuse. Le 26 mai, l’AIOC demande à la Cour internationale de justice de La Haye de désigner un arbitre et le gouvernement britannique saisit la Cour de son différend avec le gouvernement iranien. Deux jours plus tard, l’Iran conteste à la Cour toute compétence en la matière, le Royaume-Uni n’étant pas partie à son avis dans un conflit opposant un État à une société privée. Le 10 juin, le drapeau iranien est hissé sur le siège de l’AIOC à Khorramshahr[58]. Finalement, l’AIOC obtient un embargo des sociétés pétrolières sur les achats de pétrole iranien. Pour compenser cette réduction de l’offre, les compagnies décident d’augmenter leur production dans le Golfe.
- 18 juin : un accord de défense mutuelle est signé entre les États-Unis et l’Arabie saoudite, autorisant les américains à armer, équiper et entraîner les forces de défense saoudiennes[59].
- 19 juin : création de la National Iranian Oil Company[58].
- 17 juillet, Liban : le parti nationaliste social syrien assassine l’ex-Premier ministre du Liban Riyad es-Solh[60].
- 20 juillet : le roi Abdallah Ier de Jordanie est assassiné dans la mosquée Al-Aqsa par un partisan du mufti, banni de la ville. Son fils Talal lui succède le 5 septembre (fin en 1952)[61]. L’émir Naïf, son deuxième fils, devient régent. Les derniers contacts d’Israël avec les Arabes sont rompus. La commission de conciliation pour la Palestine est supprimée et remplacée par une mission de bons offices.
- 30 juillet : élections législatives israéliennes. Mapaï devient le parti politique dominant à la Knesset, sans toutefois avoir la majorité absolue. Le 7 octobre un gouvernement de coalition avec les partis religieux est formé par David Ben Gourion[62].

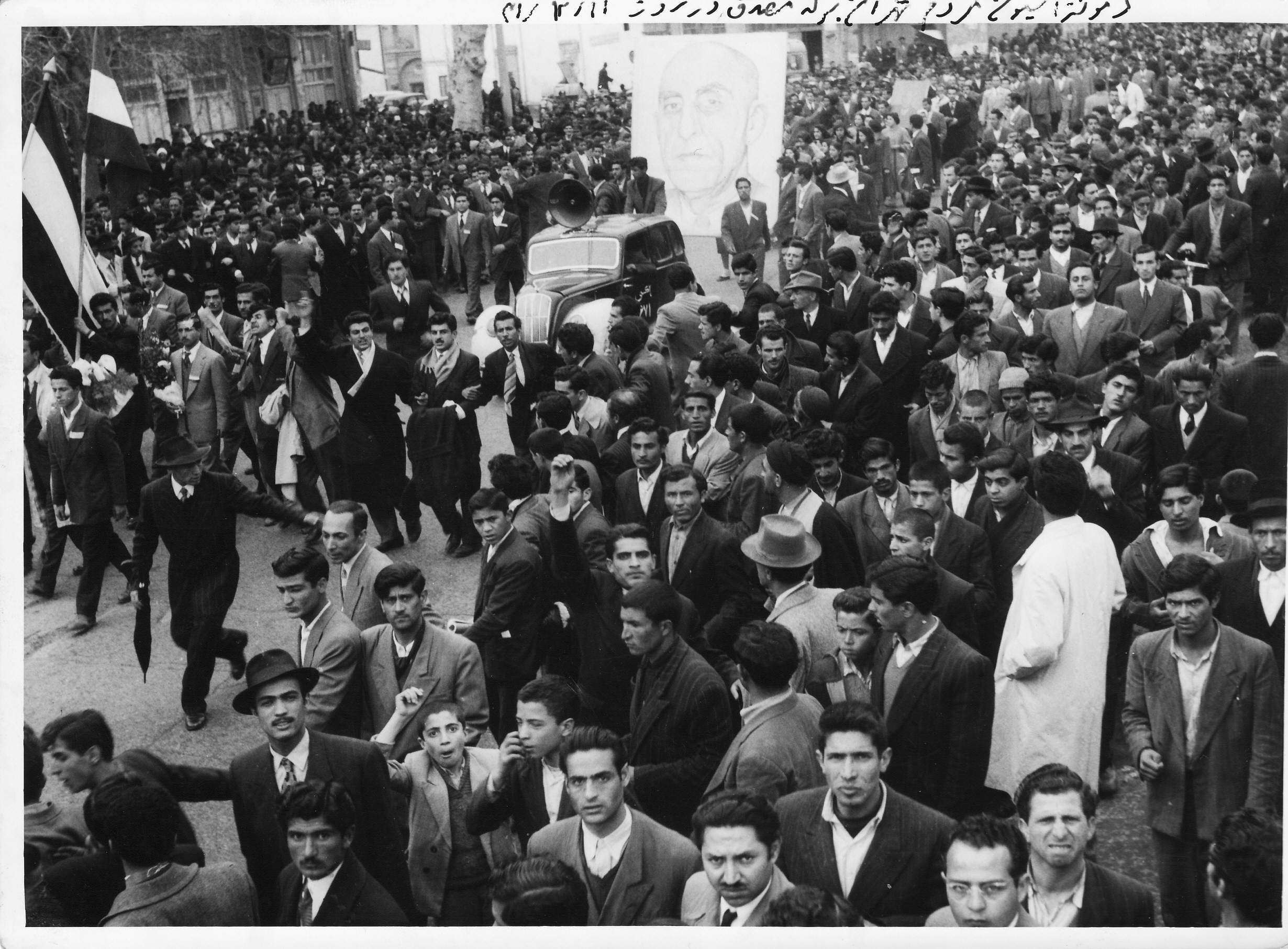
Manifestation en faveur de Mossadegh à Téhéran.

- 21 août : dans une lettre au Premier ministre iranien Mossadegh, le médiateur américain W. Averell Harriman soutient la proposition britannique pour résoudre le conflit pétrolier : participation de l’Iran à la direction des sociétés britanniques et partage des bénéfices. Il menace l’Iran d’une suppression de l’aide américaine si le gouvernement ne parvient à aucun accord avec le Royaume-Uni. Les négociations anglo-iraniennes sont suspendues le 22 août, après l’échec d’une réunion entre Mossadegh et le médiateur britannique Richard Stokes[63].
- 12 septembre : le premier ministre iranien Mossadegh lance un ultimatum au Royaume-Uni pour qu'il évacue Abadan, ce qui est fait le 27 septembre[64].
- 4 octobre : arrêt total de la production de pétrole par l’AIOC[56].

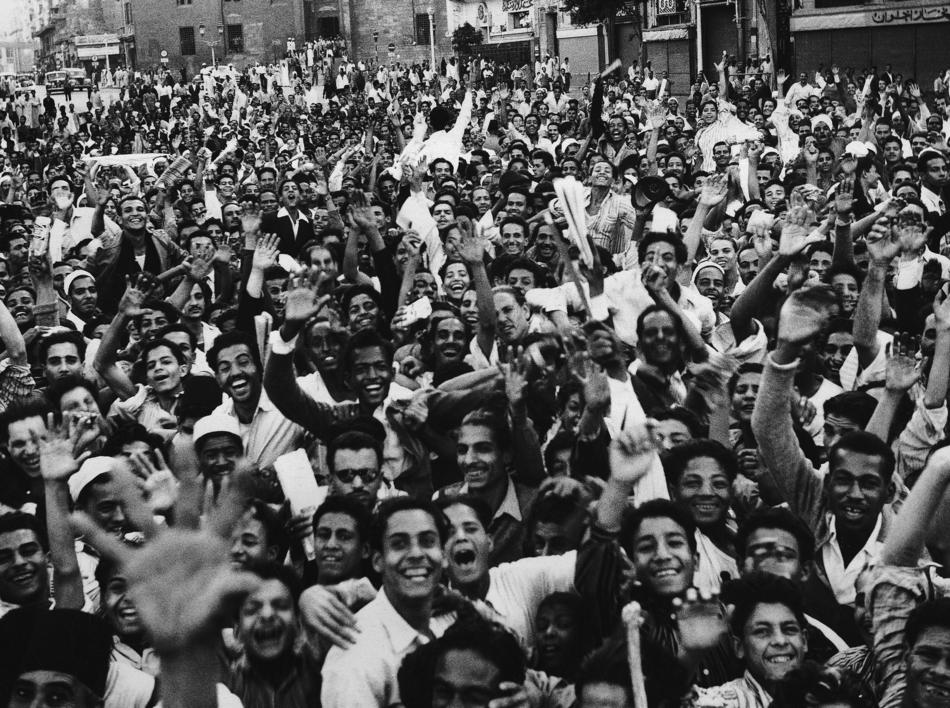
Manifestation contre le Royaume-Uni au Caire, le 23 octobre 1951.

- 8 octobre : le Premier ministre égyptien Nahhas Pacha décide de dénoncer le traité de 1936 entre le Royaume-Uni et l’Égypte. Farouk est proclamé roi du Soudan par le Parlement[61]. Le lendemain, le Royaume-Uni avertit l’Égypte qu’il n’acceptera pas la révocation unilatérale du traité et qu’il maintiendra ses troupes dans la zone du canal de Suez. Une guérilla contre la présence britannique se développe après le 16 novembre, principalement menée par les communistes et les Frères musulmans. 38 000 soldats britanniques stationnent alors en Égypte alors que le traité de 1936 n’en prévoyait que 10 000[65].
- 29 novembre : en Syrie, après une période d’instabilité politique, Adib Chichakli décide de prendre directement le pouvoir, dissout le Parlement en décembre et forme un gouvernement militaire. Le régime, appuyé par l’armée, devient autoritaire avec la dissolution des partis en avril 1952 et la fondation d’un parti unique, le Mouvement de libération arabe[66] (25 août 1952).

### Europe
- 1er janvier : lancement du cinquième plan quinquennal soviétique[67].
- Janvier-février : « Le terrible hiver ». Une série de 649 avalanches provoque la mort de plus de 265 personnes dans les Alpes, en Autriche, en Suisse et en Italie[68].
- 15 février : ouverture à Paris de la conférence sur la Communauté européenne de défense (CED). Un accord intermédiaire est atteint le 24 juillet[69].
- 1er-2 avril : opération Nord ; déportation des témoins de Jéhovah vers la Sibérie en URSS[70].
- 18 avril : traité de Paris. Création de la communauté européenne du charbon et de l’acier (CECA) établie entre la Belgique, la République fédérale d’Allemagne, la France, l’Italie, le Luxembourg et les Pays-Bas, pour sceller les bases d’un marché commun dans ces deux secteurs. Le traité entrera en vigueur le 23 juillet 1952[71].
- 5 mai : accord entre l’OTAN et le gouvernement islandais pour la création d’une base aéronautique à Keflavik en Islande[72].
- 9 juillet : la France et le Royaume-Uni mettent fin à l’état de guerre avec l’Allemagne, les États-Unis feront de même le 24 octobre[73].
- 16 juillet, question royale : abdication du roi des Belges Léopold III en faveur de son fils Baudouin qui devient le cinquième roi des Belges le lendemain[74].
- 19 juillet : Joaquín Ruiz-Giménez Cortés est nommé ministre de l’éducation en Espagne[75]. Il tente une libéralisation culturelle et intellectuelle.
- 22 juillet : Francisco Craveiro Lopes est élu président de la République du Portugal (investiture le 9 août, fin de mandat en 1959)[76].
- 28 juillet : signature à Genève de la Convention relative au statut des réfugiés et des apatrides[77].
- 2 août, Pologne : arrestation de Władysław Gomułka exclu du Parti ouvrier unifié polonais en 1948[78].
- 28 septembre : création du tribunal constitutionnel fédéral à Karlsruhe en RFA[79].
- 25 octobre : victoire des conservateurs aux législatives au Royaume-Uni. Début du ministère conservateur de Sir Winston Churchill, Premier ministre du Royaume-Uni (fin en 1955)[80].
- 4 novembre : premier jumelage entre deux villes européennes : Troyes et Tournai[81].
- 5 novembre : le prix Nobel de la paix est attribué au Français Léon Jouhaux[82].

## Décès en 1951

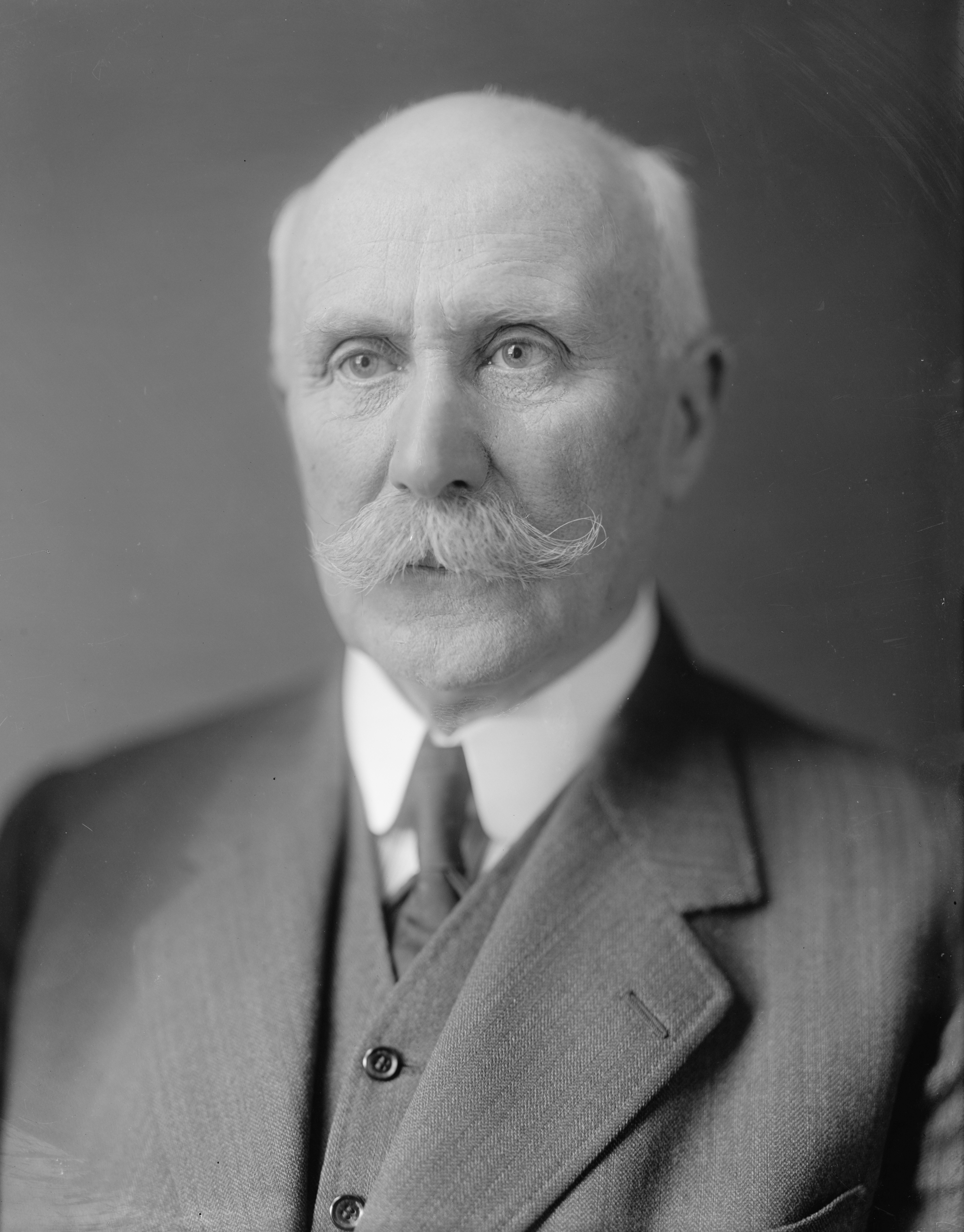
Philippe Pétain.

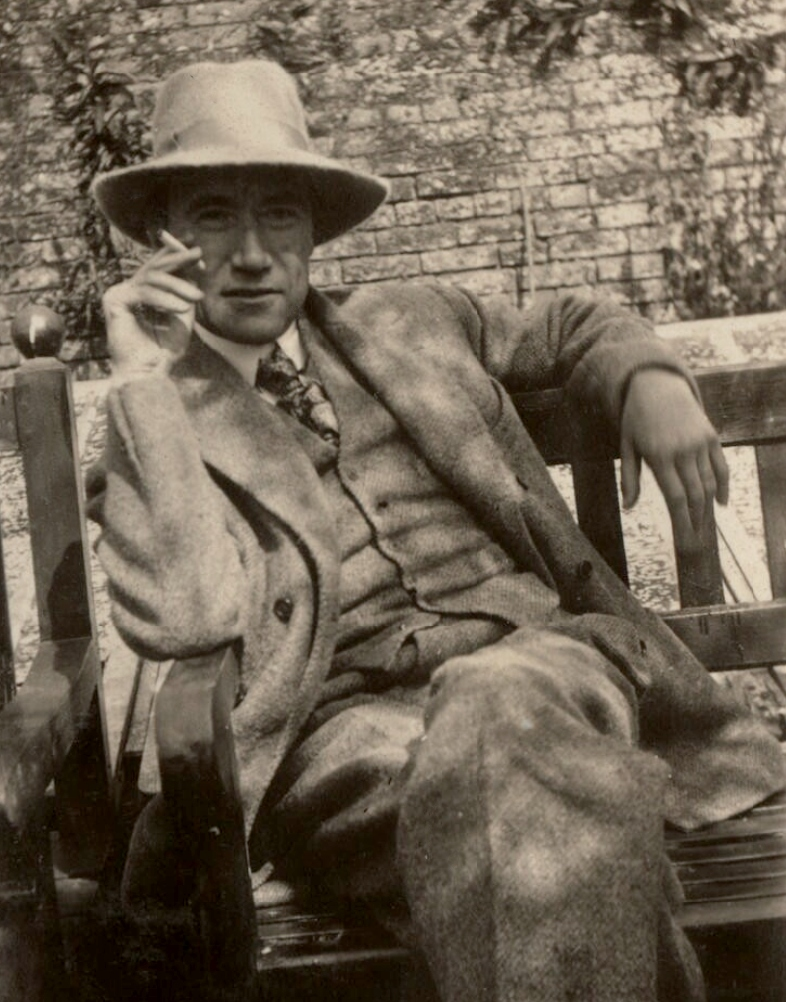
André Gide

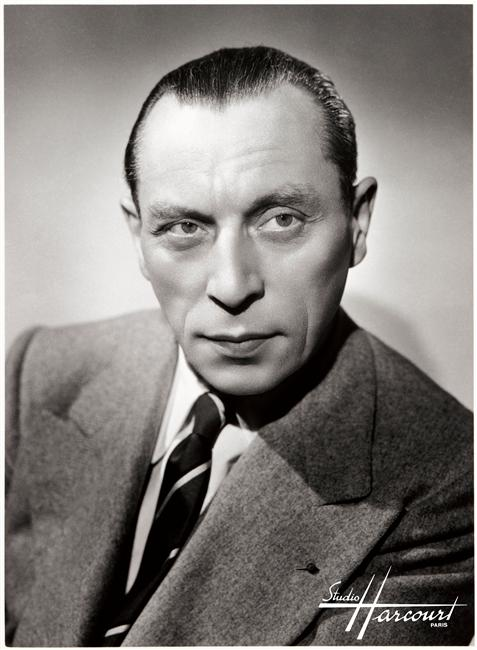
Louis Jouvet

Personnalités majeures décédées en 1951
- 10 janvier : Sinclair Lewis (romancier et dramaturge américain)
- 27 janvier : Carl Gustaf Emil Mannerheim (militaire et homme politique finlandais)
- 30 janvier : Ferdinand Porsche (ingénieur autrichien)
- 3 février : Fréhel (chanteuse française)
- 19 février : André Gide (écrivain français)
- 23 avril : Jules Berry (acteur français)
- 29 avril : Ludwig Wittgenstein (philosophe britannique d'origine autrichienne)
- 2 juin : Alain (philosophe français)
- 13 juillet : Arnold Schönberg (compositeur autrichien naturalisé américain)
- 23 juillet : Philippe Pétain (militaire et homme politique français)
- 23 juillet : Robert Flaherty (cinéaste américain)
- 16 août : Louis Jouvet (acteur et metteur en scène de théâtre français)